# فهرست کشورها بر پایه درصد سطح آب‌ها
در این مقاله فهرست کشورها بر پایه درصد سطح آب‌ها را ارائه می‌گردد. که این محاسبات بر اساس رابطه بین خاک کشورها (آب و زمین) با منطقی که با آب‌های.
در این لسیت سه ستون اطلاعات قرار دارد.
- مساحت کل به مقیاس کیلومترمربع: که شامل مجموع مساحت آب‌ها و خاک کشور که با مرز خطوط بین‌المللی آب‌های آزاد یا مرز میان کشورها قطع می‌گردند.
- مساحت خشکی به مقیاس کیلومترمربع:که شامل مجموع مساحت خاک کشور که با مرز میان کشورها یا خطوط ساحلی قطع می‌گردند و همچنین مساحت روخانه‌ها و نهرها و دریاچه‌هاو… شامل این عدد نمی‌باشد.
- مساحت آب‌هابه مقیاس کیلومترمربع:که شامل مجموع مساحت آب‌های کشور (مساحت روخانه‌ها و نهرها و دریاچه‌هاو…) که با مرز خطوط بین‌المللی آب‌های آزاد قطع می‌گردند.[۲]

| رتبه | کشور                                | مساحت کل    | مساحت خشکی  | مساحت آب‌ها  | درصد آب‌ها | مترمربع آب‌ها به ha |
| ---- | ----------------------------------- | ----------- | ----------- | ----------- | --------- | ------------------ |
| —    | قلمرو اقیانوس هند بریتانیا          | ۵۴٬۴۰۰      | ۶۰          | ۵۴٬۳۴۰      | ۹۹٫۸۹     | ۹٬۹۸۹              |
| —    | جزایر ویرجین ایالات متحده           | ۱٬۹۱۰       | ۳۴۶         | ۱٬۵۶۴       | ۸۱٫۸۸     | ۸٬۱۸۸              |
| —    | جهان                                | ۵۱۰٬۰۷۲٬۰۰۰ | ۱۴۸٬۹۴۰٬۰۰۰ | ۳۶۱٬۱۳۲٬۰۰۰ | ۷۰٫۸۰     | ۷٬۰۸۰              |
| —    | پورتوریکو                           | ۱۳٬۷۹۰      | ۸٬۸۷۰       | ۴٬۹۲۱       | ۳۵٫۶۹     | ۳٬۵۶۹              |
| ۱    | باهاما                              | ۱۳٬۹۴۰      | ۱۰٬۰۷۰      | ۳٬۸۷۰       | ۲۷٫۷۶     | ۲٬۷۷۶              |
| ۲    | گینه بیسائو                         | ۳۶٬۱۲۰      | ۲۸٬۰۰۰      | ۸٬۱۲۰       | ۲۲٫۴۸     | ۲٬۲۴۸              |
| ۳    | مالاوی                              | ۱۱۸٬۴۸۰     | ۹۴٬۰۸۰      | ۲۴٬۴۰۰      | ۲۰٫۵۹     | ۲٬۰۵۹              |
| ۴    | هلند                                | ۴۱٬۵۲۶      | ۳۳٬۸۸۳      | ۷٬۶۴۳       | ۱۸٫۴۱     | ۱٬۸۴۱              |
| ۵    | اوگاندا                             | ۲۳۶٬۰۴۰     | ۱۹۹٬۷۱۰     | ۳۶٬۳۳۰      | ۱۵٫۳۹     | ۱٬۵۳۹              |
| ۶    | لیبریا                              | ۱۱۱٬۳۷۰     | ۹۶٬۳۲۰      | ۱۵٬۰۵۰      | ۱۳٫۵۱     | ۱٬۳۵۱              |
| —    | پلی‌نزی فرانسه                       | ۴٬۱۶۷       | ۳٬۶۶۰       | ۵۰۷         | ۱۲٫۱۷     | ۱٬۲۱۷              |
| ۷    | گامبیا                              | ۱۱٬۳۰۰      | ۱۰٬۰۰۰      | ۱٬۳۰۰       | ۱۱٫۵۰     | ۱٬۱۵۰              |
| ۸    | تایوان                              | ۳۵٬۹۸۰      | ۳۲٬۲۶۰      | ۳٬۷۲۰       | ۱۰٫۳۴     | ۱٬۰۳۴              |
| ۹    | فنلاند                              | ۳۳۸٬۱۴۵     | ۳۰۴٬۴۷۳     | ۳۳٬۶۷۲      | ۹٫۹۶      | ۹۹۶                |
| ۱۰   | هند                                 | ۳٬۲۸۷٬۵۹۰   | ۲٬۹۷۳٬۱۹۰   | ۳۱۴٬۴۰۰     | ۹٫۵۶      | ۹۵۶                |
| ۱۱   | کانادا                              | ۹٬۹۸۴٬۶۷۰   | ۹٬۰۹۳٬۵۰۷   | ۸۹۱٬۱۶۳     | ۸٫۹۳      | ۸۹۳                |
| ۱۲   | کلمبیا                              | ۱٬۱۳۸٬۹۱۰   | ۱٬۰۳۸٬۷۰۰   | ۱۰۰٬۲۱۰     | ۸٫۸۰      | ۸۸۰                |
| ۱۳   | سوئد                                | ۴۴۹٬۹۶۴     | ۴۱۰٬۹۳۴     | ۳۹٬۰۳۰      | ۸٫۶۷      | ۸۶۷                |
| ۱۴   | برونئی                              | ۵٬۷۷۰       | ۵٬۲۷۰       | ۵۰۰         | ۸٫۶۷      | ۸۶۷                |
| ۱۵   | گویان                               | ۲۱۴٬۹۷۰     | ۱۹۶٬۸۵۰     | ۱۸٬۱۲۰      | ۸٫۴۳      | ۸۴۳                |
| ۱۶   | بوروندی                             | ۲۷٬۸۳۰      | ۲۵٬۶۵۰      | ۲٬۱۸۰       | ۷٫۸۳      | ۷۸۳                |
| ۱۷   | نیکاراگوئه                          | ۱۲۹٬۴۹۴     | ۱۲۰٬۲۵۴     | ۹٬۲۴۰       | ۷٫۱۴      | ۷۱۴                |
| ۱۸   | بنگلادش                             | ۱۴۴٬۰۰۰     | ۱۳۳٬۹۱۰     | ۱۰٬۰۹۰      | ۷٫۰۱      | ۷۰۱                |
| ۱۹   | ایالات متحده آمریکا                 | ۹٬۸۲۶٬۶۳۰   | ۹٬۱۶۱٬۹۲۳   | ۶۶۴٬۷۰۷     | ۶٫۷۶      | ۶۷۶                |
| ۲۰   | تانزانیا                            | ۹۴۵٬۰۸۷     | ۸۸۶٬۰۳۷     | ۵۹٬۰۵۰      | ۶٫۲۵      | ۶۲۵                |
| ۲۱   | رواندا                              | ۲۶٬۳۳۸      | ۲۴٬۹۴۸      | ۱٬۳۹۰       | ۵٫۲۸      | ۵۲۸                |
| ۲۲   | سودان                               | ۲٬۵۰۵٬۸۱۰   | ۲٬۳۷۶٬۰۰۰   | ۱۲۹٬۸۱۰     | ۵٫۱۸      | ۵۱۸                |
| ۲۳   | نروژ                                | ۳۲۳٬۸۰۲     | ۳۰۷٬۴۴۲     | ۱۶٬۳۶۰      | ۵٫۰۵      | ۵۰۵                |
| ۲۴   | تونس                                | ۱۶۳٬۶۱۰     | ۱۵۵٬۳۶۰     | ۸٬۲۵۰       | ۵٫۰۴      | ۵۰۴                |
| ۲۵   | ازبکستان                            | ۴۴۷٬۴۰۰     | ۴۲۵٬۴۰۰     | ۲۲٬۰۰۰      | ۴٫۹۲      | ۴۹۲                |
| ۲۶   | اندونزی                             | ۱٬۹۱۹٬۴۴۰   | ۱٬۸۲۶٬۴۴۰   | ۹۳٬۰۰۰      | ۴٫۸۵      | ۴۸۵                |
| ۲۷   | آلبانی                              | ۲۸٬۷۴۸      | ۲۷٬۳۹۸      | ۱٬۳۵۰       | ۴٫۷۰      | ۴۷۰                |
| —    | هنگ کنگ                             | ۱٬۰۹۲       | ۱٬۰۴۲       | ۵۰          | ۴٫۵۸      | ۴۵۸                |
| ۲۸   | استونی                              | ۴۵٬۲۲۶      | ۴۳٬۲۱۱      | ۲٬۰۱۵       | ۴٫۴۶      | ۴۴۶                |
| ۲۹   | ارمنستان                            | ۲۹٬۷۴۳      | ۲۸٬۴۵۴      | ۱٬۲۸۹       | ۴٫۳۳      | ۴۳۳                |
| ۳۰   | توگو                                | ۵۶٬۷۸۵      | ۵۴٬۳۸۵      | ۲٬۴۰۰       | ۴٫۲۳      | ۴۲۳                |
| ۳۱   | تونگا                               | ۷۴۸         | ۷۱۸         | ۳۰          | ۴٫۰۱      | ۴۰۱                |
| —    | کرانه باختری                        | ۵٬۸۶۰       | ۵٬۶۴۰       | ۲۲۰         | ۳٫۷۵      | ۳۷۵                |
| ۳۲   | گابن                                | ۲۶۷٬۶۶۷     | ۲۵۷٬۶۶۷     | ۱۰٬۰۰۰      | ۳٫۷۴      | ۳۷۴                |
| ۳۳   | سوئیس                               | ۴۱٬۲۹۰      | ۳۹٬۷۷۰      | ۱٬۵۲۰       | ۳٫۶۸      | ۳۶۸                |
| ۳۴   | قرقیزستان                           | ۱۹۸٬۵۰۰     | ۱۹۱٬۳۰۰     | ۷٬۲۰۰       | ۳٫۶۳      | ۳۶۳                |
| ۳۵   | غنا                                 | ۲۳۹٬۴۶۰     | ۲۳۰٬۹۴۰     | ۸٬۵۲۰       | ۳٫۵۶      | ۳۵۶                |
| ۳۶   | جمهوری دموکراتیک کنگو               | ۲٬۳۴۵٬۴۱۰   | ۲٬۲۶۷٬۶۰۰   | ۷۷٬۸۱۰      | ۳٫۳۲      | ۳۳۲                |
| ۳۷   | ونزوئلا                             | ۹۱۲٬۰۵۰     | ۸۸۲٬۰۵۰     | ۳۰٬۰۰۰      | ۳٫۲۹      | ۳۲۹                |
| ۳۸   | جزایر سلیمان                        | ۲۸٬۴۵۰      | ۲۷٬۵۴۰      | ۹۱۰         | ۳٫۲۰      | ۳۲۰                |
| ۳۹   | پاکستان                             | ۸۰۳٬۹۴۰     | ۷۷۸٬۷۲۰     | ۲۵٬۲۲۰      | ۳٫۱۴      | ۳۱۴                |
| ۴۰   | میانمار                             | ۶۷۸٬۵۰۰     | ۶۵۷٬۷۴۰     | ۲۰٬۷۶۰      | ۳٫۰۶      | ۳۰۶                |
| ۴۱   | رومانی                              | ۲۳۷٬۵۰۰     | ۲۳۰٬۳۴۰     | ۷٬۱۶۰       | ۳٫۰۱      | ۳۰۱                |
| ۴۲   | پاناما                              | ۷۸٬۲۰۰      | ۷۵٬۹۹۰      | ۲٬۲۱۰       | ۲٫۸۳      | ۲۸۳                |
| ۴۳   | چین                                 | ۹٬۵۹۶٬۹۶۰   | ۹٬۳۲۶٬۴۱۰   | ۲۷۰٬۵۵۰     | ۲٫۸۲      | ۲۸۲                |
| ۴۴   | نپال                                | ۱۴۷٬۱۸۱     | ۱۴۳٬۱۸۱     | ۴٬۰۰۰       | ۲٫۷۲      | ۲۷۲                |
| ۴۵   | ایسلند                              | ۱۰۳٬۰۰۰     | ۱۰۰٬۲۵۰     | ۲٬۷۵۰       | ۲٫۶۷      | ۲۶۷                |
| ۴۶   | لهستان                              | ۳۱۲٬۶۷۹     | ۳۰۴٬۴۵۹     | ۸٬۲۲۰       | ۲٫۶۳      | ۲۶۳                |
| —    | کالدونیای جدید                      | ۱۹٬۰۶۰      | ۱۸٬۵۷۵      | ۴۸۵         | ۲٫۵۴      | ۲۵۴                |
| ۴۷   | لائوس                               | ۲۳۶٬۸۰۰     | ۲۳۰٬۸۰۰     | ۶٬۰۰۰       | ۲٫۵۳      | ۲۵۳                |
| ۴۸   | مکزیک                               | ۱٬۹۷۲٬۵۵۰   | ۱٬۹۲۳٬۰۴۰   | ۴۹٬۵۱۰      | ۲٫۵۱      | ۲۵۱                |
| ۴۹   | بوتسوانا                            | ۶۰۰٬۳۷۰     | ۵۸۵٬۳۷۰     | ۱۵٬۰۰۰      | ۲٫۵۰      | ۲۵۰                |
| ۵۰   | کامبوج                              | ۱۸۱٬۰۴۰     | ۱۷۶٬۵۲۰     | ۴٬۵۲۰       | ۲٫۵۰      | ۲۵۰                |
| ۵۱   | ایتالیا                             | ۳۰۱٬۲۳۰     | ۲۹۴٬۰۲۰     | ۷٬۲۱۰       | ۲٫۳۹      | ۲۳۹                |
| ۵۲   | اکوادور                             | ۲۸۳٬۵۶۰     | ۲۷۶٬۸۴۰     | ۶٬۷۲۰       | ۲٫۳۷      | ۲۳۷                |
| ۵۳   | پاراگوئه                            | ۴۰۶٬۷۵۰     | ۳۹۷٬۳۰۰     | ۹٬۴۵۰       | ۲٫۳۲      | ۲۳۲                |
| ۵۴   | کنیا                                | ۵۸۲٬۶۵۰     | ۵۶۹٬۲۵۰     | ۱۳٬۴۰۰      | ۲٫۳۰      | ۲۳۰                |
| ۵۵   | آلمان                               | ۳۵۷٬۰۲۱     | ۳۴۹٬۲۲۳     | ۷٬۷۹۸       | ۲٫۱۸      | ۲۱۸                |
| ۵۶   | موزامبیک                            | ۸۰۱٬۵۹۰     | ۷۸۴٬۰۹۰     | ۱۷٬۵۰۰      | ۲٫۱۸      | ۲۱۸                |
| ۵۷   | پاپوآ گینه نو                       | ۴۶۲٬۸۴۰     | ۴۵۲٬۸۶۰     | ۹٬۹۸۰       | ۲٫۱۶      | ۲۱۶                |
| ۵۸   | سنگال                               | ۱۹۶٬۱۹۰     | ۱۹۲٬۰۰۰     | ۴٬۱۹۰       | ۲٫۱۴      | ۲۱۴                |
| ۵۹   | اسرائیل                             | ۲۰٬۷۷۰      | ۲۰٬۳۳۰      | ۴۴۰         | ۲٫۱۲      | ۲۱۲                |
| ۶۰   | جمهوری چک                           | ۷۸٬۸۶۶      | ۷۷٬۲۷۶      | ۱٬۵۹۰       | ۲٫۰۲      | ۲۰۲                |
| ۶۱   | جمهوری ایرلند                       | ۷۰٬۲۸۰      | ۶۸٬۸۹۰      | ۱٬۳۹۰       | ۱٫۹۸      | ۱۹۸                |
| ۶۲   | چاد                                 | ۱٬۲۸۴٬۰۰۰   | ۱٬۲۵۹٬۲۰۰   | ۲۴٬۸۰۰      | ۱٫۹۳      | ۱۹۳                |
| ۶۳   | مقدونیه شمالی                       | ۲۵٬۳۳۳      | ۲۴٬۸۵۶      | ۴۷۷         | ۱٫۸۸      | ۱۸۸                |
| ۶۴   | بنین                                | ۱۱۲٬۶۲۰     | ۱۱۰٬۶۲۰     | ۲٬۰۰۰       | ۱٫۷۸      | ۱۷۸                |
| ۶۵   | قزاقستان                            | ۲٬۷۱۷٬۳۰۰   | ۲٬۶۶۹٬۸۰۰   | ۴۷٬۵۰۰      | ۱٫۷۵      | ۱۷۵                |
| ۶۶   | اتریش                               | ۸۳٬۸۷۰      | ۸۲٬۴۴۴      | ۱٬۴۲۶       | ۱٫۷۰      | ۱۷۰                |
| ۶۷   | لبنان                               | ۱۰٬۴۰۰      | ۱۰٬۲۳۰      | ۱۷۰         | ۱٫۶۳      | ۱۶۳                |
| ۶۸   | دانمارک                             | ۴۳٬۰۹۴      | ۴۲٬۳۹۴      | ۷۰۰         | ۱٫۶۲      | ۱۶۲                |
| ۶۹   | سنت لوسیا                           | ۶۱۶         | ۶۰۶         | ۱۰          | ۱٫۶۲      | ۱۶۲                |
| ۷۰   | سومالی                              | ۶۳۷٬۶۵۷     | ۶۲۷٬۳۳۷     | ۱۰٬۳۲۰      | ۱٫۶۲      | ۱۶۲                |
| ۷۱   | مالی                                | ۱٬۲۴۰٬۰۰۰   | ۱٬۲۲۰٬۰۰۰   | ۲۰٬۰۰۰      | ۱٫۶۱      | ۱۶۱                |
| ۷۲   | زامبیا                              | ۷۵۲٬۶۱۴     | ۷۴۰٬۷۲۴     | ۱۱٬۸۹۰      | ۱٫۵۸      | ۱۵۸                |
| ۷۳   | لتونی                               | ۶۴٬۵۸۹      | ۶۳٬۵۸۹      | ۱٬۰۰۰       | ۱٫۵۵      | ۱۵۵                |
| ۷۴   | مونته‌نگرو                           | ۱۴٬۰۲۶      | ۱۳٬۸۱۲      | ۲۱۴         | ۱٫۵۳      | ۱۵۳                |
| ۷۵   | السالوادور                          | ۲۱٬۰۴۰      | ۲۰٬۷۲۰      | ۳۲۰         | ۱٫۵۲      | ۱۵۲                |
| ۷۶   | اروگوئه                             | ۱۷۶٬۲۲۰     | ۱۷۳٬۶۲۰     | ۲٬۶۰۰       | ۱٫۴۸      | ۱۴۸                |
| ۷۷   | جامائیکا                            | ۱۰٬۹۹۱      | ۱۰٬۸۳۱      | ۱۶۰         | ۱٫۴۶      | ۱۴۶                |
| ۷۸   | سنگاپور                             | ۶۹۲٫۷       | ۶۸۲٫۷       | ۱۰          | ۱٫۴۴      | ۱۴۴                |
| ۷۹   | نیجریه                              | ۹۲۳٬۷۶۸     | ۹۱۰٬۷۶۸     | ۱۳٬۰۰۰      | ۱٫۴۱      | ۱۴۱                |
| ۸۰   | مولدووا                             | ۳۳٬۸۴۳      | ۳۳٬۳۷۱      | ۴۷۲         | ۱٫۳۹      | ۱۳۹                |
| ۸۱   | ساحل عاج                            | ۳۲۲٬۴۶۰     | ۳۱۸٬۰۰۰     | ۴٬۴۶۰       | ۱٫۳۸      | ۱۳۸                |
| ۸۲   | لیتوانی                             | ۶۵٬۲۰۰      |             |             | ۱٫۳۵      |                    |
| ۸۲   | سری‌لانکا                            | ۶۵٬۶۱۰      | ۶۴٬۷۴۰      | ۸۷۰         | ۱٫۳۳      | ۱۳۳                |
| ۸۳   | بریتانیا                            | ۲۴۴٬۸۲۰     | ۲۴۱٬۵۹۰     | ۳٬۲۳۰       | ۱٫۳۲      | ۱۳۲                |
| ۸۴   | بولیوی                              | ۱٬۰۹۸٬۵۸۰   | ۱٬۰۸۴٬۳۹۰   | ۱۴٬۱۹۰      | ۱٫۲۹      | ۱۲۹                |
| ۸۵   | ویتنام                              | ۳۲۹٬۵۶۰     | ۳۲۵٬۳۶۰     | ۴٬۲۰۰       | ۱٫۲۷      | ۱۲۷                |
| ۸۶   | کامرون                              | ۴۷۵٬۴۴۰     | ۴۶۹٬۴۴۰     | ۶٬۰۰۰       | ۱٫۲۶      | ۱۲۶                |
| ۸۷   | ترکیه                               | ۷۸۰٬۵۸۰     | ۷۷۰٬۷۶۰     | ۹٬۸۲۰       | ۱٫۲۶      | ۱۲۶                |
| ۸۸   | عراق                                | ۴۳۷٬۰۷۲     | ۴۳۲٬۱۶۲     | ۴٬۹۱۰       | ۱٫۱۲      | ۱۱۲                |
| ۸۹   | سورینام                             | ۱۶۳٬۲۷۰     | ۱۶۱٬۴۷۰     | ۱٬۸۰۰       | ۱٫۱۰      | ۱۱۰                |
| ۹۰   | آرژانتین                            | ۲٬۷۶۶٬۸۹۰   | ۲٬۷۳۶٬۶۹۰   | ۳۰٬۲۰۰      | ۱٫۰۹      | ۱۰۹                |
| ۹۱   | شیلی                                | ۷۵۶٬۹۵۰     | ۷۴۸٬۸۰۰     | ۸٬۱۵۰       | ۱٫۰۸      | ۱۰۸                |
| ۹۲   | اسپانیا                             | ۵۰۴٬۷۸۲     | ۴۹۹٬۵۴۲     | ۵٬۲۴۰       | ۱٫۰۴      | ۱۰۴                |
| ۹۳   | زیمبابوه                            | ۳۹۰٬۵۸۰     | ۳۸۶٬۶۷۰     | ۳٬۹۱۰       | ۱٫۰۰      | ۱۰۰                |
| ۹۴   | ماداگاسکار                          | ۵۸۷٬۰۴۰     | ۵۸۱٬۵۴۰     | ۵٬۵۰۰       | ۰٫۹۴      | ۹۴                 |
| ۹۵   | اسواتینی                            | ۱۷٬۳۶۳      | ۱۷٬۲۰۳      | ۱۶۰         | ۰٫۹۲      | ۹۲                 |
| ۹۶   | استرالیا                            | ۷٬۶۸۶٬۸۵۰   | ۷٬۶۱۷٬۹۳۰   | ۶۸٬۹۲۰      | ۰٫۹۰      | ۹۰                 |
| ۹۷   | یونان                               | ۱۳۱٬۹۴۰     | ۱۳۰٬۸۰۰     | ۱٬۱۴۰       | ۰٫۸۶      | ۸۶                 |
| ۹۸   | کاستاریکا                           | ۵۱٬۱۰۰      | ۵۰٬۶۶۰      | ۴۴۰         | ۰٫۸۶      | ۸۶                 |
| ۹۹   | بلژیک                               | ۳۰٬۵۲۸      | ۳۰٬۲۷۸      | ۲۵۰         | ۰٫۸۲      | ۸۲                 |
| ۱۰۰  | ژاپن                                | ۳۷۷٬۸۳۵     | ۳۷۴٬۷۴۴     | ۳٬۰۹۱       | ۰٫۸۲      | ۸۲                 |
| ۱۰۱  | مجارستان                            | ۹۳٬۰۳۰      | ۹۲٬۳۴۰      | ۶۹۰         | ۰٫۷۴      | ۷۴                 |
| ۱۰۲  | ایران                               | ۱٬۶۴۸٬۰۰۰   | ۱٬۶۳۶٬۰۰۰   | ۱۲٬۰۰۰      | ۰٫۷۳      | ۷۳                 |
| ۱۰۳  | جمهوری دومینیکن                     | ۴۸٬۷۳۰      | ۴۸٬۳۸۰      | ۳۵۰         | ۰٫۷۲      | ۷۲                 |
| ۱۰۴  | بلیز                                | ۲۲٬۹۶۶      | ۲۲٬۸۰۶      | ۱۶۰         | ۰٫۷۰      | ۷۰                 |
| ۱۰۵  | هائیتی                              | ۲۷٬۷۵۰      | ۲۷٬۵۶۰      | ۱۹۰         | ۰٫۶۸      | ۶۸                 |
| ۱۰۶  | اتیوپی                              | ۱٬۱۲۷٬۱۲۷   | ۱٬۱۱۹٬۶۸۳   | ۷٬۴۴۴       | ۰٫۶۶      | ۶۶                 |
| ۱۰۷  | برزیل                               | ۸٬۵۱۱٬۹۶۵   | ۸٬۴۵۶٬۵۱۰   | ۵۵٬۴۵۵      | ۰٫۶۵      | ۶۵                 |
| ۱۰۸  | سوریه                               | ۱۸۵٬۱۸۰     | ۱۸۴٬۰۵۰     | ۱٬۱۳۰       | ۰٫۶۱      | ۶۱                 |
| ۱۰۹  | فیلیپین                             | ۳۰۰٬۰۰۰     | ۲۹۸٬۱۷۰     | ۱٬۸۳۰       | ۰٫۶۱      | ۶۱                 |
| ۱۱۰  | اسلوونی                             | ۲۰٬۲۷۳      | ۲۰٬۱۵۱      | ۱۲۲         | ۰٫۶۰      | ۶۰                 |
| ۱۱۱  | مغولستان                            | ۱٬۵۶۴٬۱۱۶   | ۱٬۵۵۴٬۷۳۱   | ۹٬۳۸۵       | ۰٫۶۰      | ۶۰                 |
| ۱۱۲  | مصر                                 | ۱٬۰۰۱٬۴۵۰   | ۹۹۵٬۴۵۰     | ۶٬۰۰۰       | ۰٫۶۰      | ۶۰                 |
| ۱۱۳  | جمهوری آذربایجان                    | ۸۶٬۶۰۰      | ۸۶٬۱۰۰      | ۵۰۰         | ۰٫۵۸      | ۵۸                 |
| ۱۱۴  | فرانسه                              | ۶۴۳٬۴۲۷     | ۶۴۰٬۰۵۳     | ۳٬۳۷۴       | ۰٫۵۲      | ۵۲                 |
| ۱۱۵  | موریس                               | ۲٬۰۴۰       | ۲٬۰۳۰       | ۱۰          | ۰٫۴۹      | ۴۹                 |
| ۱۱۶  | پرتغال                              | ۹۲٬۳۹۱      | ۹۱٬۹۵۱      | ۴۴۰         | ۰٫۴۸      | ۴۸                 |
| ۱۱۷  | روسیه                               | ۱۷٬۰۷۵٬۲۰۰  | ۱۶٬۹۹۵٬۸۰۰  | ۷۹٬۴۰۰      | ۰٫۴۷      | ۴۷                 |
| ۱۱۸  | تایلند                              | ۵۱۴٬۰۰۰     | ۵۱۱٬۷۷۰     | ۲٬۲۳۰       | ۰٫۴۳      | ۴۳                 |
| ۱۱۹  | گواتمالا                            | ۱۰۸٬۸۹۰     | ۱۰۸٬۴۳۰     | ۴۶۰         | ۰٫۴۲      | ۴۲                 |
| ۱۲۰  | پرو                                 | ۱٬۲۸۵٬۲۲۰   | ۱٬۲۸۰٬۰۰۰   | ۵٬۲۲۰       | ۰٫۴۱      | ۴۱                 |
| ۱۲۱  | مالزی                               | ۳۲۹٬۷۵۰     | ۳۲۸٬۵۵۰     | ۱٬۲۰۰       | ۰٫۳۶      | ۳۶                 |
| ۱۲۲  | اردن                                | ۹۲٬۳۰۰      | ۹۱٬۹۷۱      | ۳۲۹         | ۰٫۳۶      | ۳۶                 |
| ۱۲۳  | ساموآ                               | ۲٬۹۴۴       | ۲٬۹۳۴       | ۱۰          | ۰٫۳۴      | ۳۴                 |
| ۱۲۴  | بلغارستان                           | ۱۱۰٬۹۱۰     | ۱۱۰٬۵۵۰     | ۳۶۰         | ۰٫۳۲      | ۳۲                 |
| ۱۲۵  | کره جنوبی                           | ۹۸٬۴۸۰      | ۹۸٬۱۹۰      | ۲۹۰         | ۰٫۲۹      | ۲۹                 |
| ۱۲۶  | تاجیکستان                           | ۱۴۳٬۱۰۰     | ۱۴۲٬۷۰۰     | ۴۰۰         | ۰٫۲۸      | ۲۸                 |
| —    | فرانسه(خاک اروپا)                   | ۵۴۷٬۰۳۰     | ۵۴۵٬۶۳۰     | ۱٬۴۰۰       | ۰٫۲۶      | ۲۶                 |
| ۱۲۷  | کرواسی                              | ۵۶٬۵۴۲      | ۵۶٬۴۱۴      | ۱۲۸         | ۰٫۲۳      | ۲۳                 |
| ۱۲۸  | هندوراس                             | ۱۱۲٬۰۹۰     | ۱۱۱٬۸۹۰     | ۲۰۰         | ۰٫۱۸      | ۱۸                 |
| ۱۲۹  | سیرالئون                            | ۷۱٬۷۴۰      | ۷۱٬۶۲۰      | ۱۲۰         | ۰٫۱۷      | ۱۷                 |
| ۱۳۰  | جمهوری کنگو                         | ۳۴۲٬۰۰۰     | ۳۴۱٬۵۰۰     | ۵۰۰         | ۰٫۱۵      | ۱۵                 |
| ۱۳۱  | بورکینافاسو                         | ۲۷۴٬۲۰۰     | ۲۷۳٬۸۰۰     | ۴۰۰         | ۰٫۱۵      | ۱۵                 |
| ۱۳۲  | اریتره                              | ۱۱۷٬۶۰۰     | ۱۰۱٬۰۰۰     | ۱۶٬۶۰۰      | ۰٫۱۴      | ۱۴                 |
| ۱۳۳  | قبرس                                | ۹٬۲۵۰       | ۹٬۲۴۰       | ۱۰          | ۰٫۱۱      | ۱۱                 |
| ۱۳۴  | کره شمالی                           | ۱۲۰٬۵۴۰     | ۱۲۰٬۴۱۰     | ۱۳۰         | ۰٫۱۱      | ۱۱                 |
| ۱۳۵  | اسلواکی                             | ۴۸٬۸۴۵      | ۴۸٬۸۰۰      | ۴۵          | ۰٫۰۹      | ۹                  |
| ۱۳۶  | جیبوتی                              | ۲۳٬۰۰۰      | ۲۲٬۹۸۰      | ۲۰          | ۰٫۰۹      | ۹                  |
| ۱۳۷  | مراکش                               | ۴۴۶٬۵۵۰     | ۴۴۶٬۳۰۰     | ۲۵۰         | ۰٫۰۶      | ۶                  |
| ۱۳۸  | موریتانی                            | ۱٬۰۳۰٬۷۰۰   | ۱٬۰۳۰٬۴۰۰   | ۳۰۰         | ۰٫۰۳      | ۳                  |
| ۱۳۹  | بوسنی و هرزگوین                     | ۵۱٬۲۰۹٫۲    | ۵۱٬۱۹۷      | ۱۲٫۲        | ۰٫۰۲      | ۲                  |
| ۱۴۰  | نیجر                                | ۱٬۲۶۷٬۰۰۰   | ۱٬۲۶۶٬۷۰۰   | ۳۰۰         | ۰٫۰۲      | ۲                  |
| —    | ترکمنستان                           | ۴۸۸٬۱۰۰     | ۴۸۸٬۱۰۰     | Negligible  | ۰٫۰۰      | ۰                  |
| —    | سنت مارتین                          | ۵۴٫۴        | ۵۴٫۴        | Negligible  | ۰٫۰۰      | ۰                  |
| —    | الجزایر                             | ۲٬۳۸۱٬۷۴۰   | ۲٬۳۸۱٬۷۴۰   | ۰           | ۰٫۰۰      | ۰                  |
| —    | عربستان سعودی                       | ۲٬۱۴۹٬۶۹۰   | ۲٬۱۴۹٬۶۹۰   | ۰           | ۰٫۰۰      | ۰                  |
| —    | لیبی                                | ۱٬۷۵۹٬۵۴۰   | ۱٬۷۵۹٬۵۴۰   | ۰           | ۰٫۰۰      | ۰                  |
| —    | آنگولا                              | ۱٬۲۴۶٬۷۰۰   | ۱٬۲۴۶٬۷۰۰   | ۰           | ۰٫۰۰      | ۰                  |
| —    | آفریقای جنوبی                       | ۱٬۲۱۹٬۹۱۲   | ۱٬۲۱۹٬۹۱۲   | ۰           | ۰٫۰۰      | ۰                  |
| —    | نامیبیا                             | ۸۲۵٬۴۱۸     | ۸۲۵٬۴۱۸     | ۰           | ۰٫۰۰      | ۰                  |
| —    | افغانستان                           | ۶۴۷٬۵۰۰     | ۶۴۷٬۵۰۰     | ۰           | ۰٫۰۰      | ۰                  |
| —    | جمهوری آفریقای مرکزی                | ۶۲۲٬۹۸۴     | ۶۲۲٬۹۸۴     | ۰           | ۰٫۰۰      | ۰                  |
| —    | اوکراین                             | ۶۰۳٬۷۰۰     | ۶۰۳٬۷۰۰     | ۰           | ۰٫۰۰      | ۰                  |
| —    | یمن                                 | ۵۲۷٬۹۷۰     | ۵۲۷٬۹۷۰     | ۰           | ۰٫۰۰      | ۰                  |
| —    | صحرای غربی                          | ۲۶۶٬۰۰۰     | ۲۶۶٬۰۰۰     | ۰           | ۰٫۰۰      | ۰                  |
| —    | گینه                                | ۲۴۵٬۸۵۷     | ۲۴۵٬۸۵۷     | ۰           | ۰٫۰۰      | ۰                  |
| —    | عمان                                | ۲۱۲٬۴۶۰     | ۲۱۲٬۴۶۰     | ۰           | ۰٫۰۰      | ۰                  |
| —    | بلاروس                              | ۲۰۷٬۶۰۰     | ۲۰۷٬۶۰۰     | ۰           | ۰٫۰۰      | ۰                  |
| —    | کوبا                                | ۱۱۰٬۸۶۰     | ۱۱۰٬۸۶۰     | ۰           | ۰٫۰۰      | ۰                  |
| —    | امارات متحده عربی                   | ۸۳٬۶۰۰      | ۸۳٬۶۰۰      | ۰           | ۰٫۰۰      | ۰                  |
| —    | صربستان                             | ۷۷٬۴۷۴      | ۷۷٬۴۷۴      | ۰           | ۰٫۰۰      | ۰                  |
| —    | گرجستان                             | ۶۹٬۷۰۰      | ۶۹٬۷۰۰      | ۰           | ۰٫۰۰      | ۰                  |
| —    | سوالبارد                            | ۶۱٬۰۲۰      | ۶۱٬۰۲۰      | ۰           | ۰٫۰۰      | ۰                  |
| —    | بوتان (کشور)                        | ۴۷٬۰۰۰      | ۴۷٬۰۰۰      | ۰           | ۰٫۰۰      | ۰                  |
| —    | لسوتو                               | ۳۰٬۳۵۵      | ۳۰٬۳۵۵      | ۰           | ۰٫۰۰      | ۰                  |
| —    | گینه استوایی                        | ۲۸٬۰۵۱      | ۲۸٬۰۵۱      | ۰           | ۰٫۰۰      | ۰                  |
| —    | فیجی                                | ۱۸٬۲۷۰      | ۱۸٬۲۷۰      | ۰           | ۰٫۰۰      | ۰                  |
| —    | کویت                                | ۱۷٬۸۲۰      | ۱۷٬۸۲۰      | ۰           | ۰٫۰۰      | ۰                  |
| —    | وانواتو                             | ۱۲٬۲۰۰      | ۱۲٬۲۰۰      | ۰           | ۰٫۰۰      | ۰                  |
| —    | جزایر فالکلند                       | ۱۲٬۱۷۳      | ۱۲٬۱۷۳      | ۰           | ۰٫۰۰      | ۰                  |
| —    | قطر                                 | ۱۱٬۴۳۷      | ۱۱٬۴۳۷      | ۰           | ۰٫۰۰      | ۰                  |
| —    | کوزوو                               | ۱۰٬۸۸۷      | ۱۰٬۸۸۷      | ۰           | ۰٫۰۰      | ۰                  |
| —    | ترینیداد و توباگو                   | ۵٬۱۲۸       | ۵٬۱۲۸       | ۰           | ۰٫۰۰      | ۰                  |
| —    | کیپ ورد                             | ۴٬۰۳۳       | ۴٬۰۳۳       | ۰           | ۰٫۰۰      | ۰                  |
| —    | جورجیای جنوبی و جزایر ساندویچ جنوبی | ۳٬۹۰۳       | ۳٬۹۰۳       | ۰           | ۰٫۰۰      | ۰                  |
| —    | لوکزامبورگ                          | ۲٬۵۸۶       | ۲٬۵۸۶       | ۰           | ۰٫۰۰      | ۰                  |
| —    | کومور                               | ۲٬۱۷۰       | ۲٬۱۷۰       | ۰           | ۰٫۰۰      | ۰                  |
| —    | جزایر فارو                          | ۱٬۳۹۹       | ۱٬۳۹۹       | ۰           | ۰٫۰۰      | ۰                  |
| —    | سائوتومه و پرنسیپ                   | ۱٬۰۰۱       | ۱٬۰۰۱       | ۰           | ۰٫۰۰      | ۰                  |
| —    | آنتیل هلند                          | ۹۶۰         | ۹۶۰         | ۰           | ۰٫۰۰      | ۰                  |
| —    | کیریباتی                            | ۸۱۱         | ۸۱۱         | ۰           | ۰٫۰۰      | ۰                  |
| —    | دومینیکا                            | ۷۵۴         | ۷۵۴         | ۰           | ۰٫۰۰      | ۰                  |
| —    | ایالات فدرال میکرونزی               | ۷۰۲         | ۷۰۲         | ۰           | ۰٫۰۰      | ۰                  |
| —    | بحرین                               | ۶۶۵         | ۶۶۵         | ۰           | ۰٫۰۰      | ۰                  |
| —    | جزیره من                            | ۵۷۲         | ۵۷۲         | ۰           | ۰٫۰۰      | ۰                  |
| —    | گوآم                                | ۵۴۱٫۳       | ۵۴۱٫۳       | ۰           | ۰٫۰۰      | ۰                  |
| —    | جزایر ماریانای شمالی                | ۴۷۷         | ۴۷۷         | ۰           | ۰٫۰۰      | ۰                  |
| —    | آندورا                              | ۴۶۸         | ۴۶۸         | ۰           | ۰٫۰۰      | ۰                  |
| —    | پالائو                              | ۴۵۸         | ۴۵۸         | ۰           | ۰٫۰۰      | ۰                  |
| —    | سیشل                                | ۴۵۵         | ۴۵۵         | ۰           | ۰٫۰۰      | ۰                  |
| —    | آنتیگوآ و باربودا                   | ۴۴۲٫۶       | ۴۴۲٫۶       | ۰           | ۰٫۰۰      | ۰                  |
| —    | باربادوس                            | ۴۳۱         | ۴۳۱         | ۰           | ۰٫۰۰      | ۰                  |
| —    | جزایر تورکس و کایکوس                | ۴۳۰         | ۴۳۰         | ۰           | ۰٫۰۰      | ۰                  |
| —    | جزیره هرد و جزایر مک‌دونالد          | ۴۱۲         | ۴۱۲         | ۰           | ۰٫۰۰      | ۰                  |
| —    | سنت وینسنت و گرنادین‌ها              | ۳۸۹         | ۳۸۹         | ۰           | ۰٫۰۰      | ۰                  |
| —    | یان ماین                            | ۳۷۷         | ۳۷۷         | ۰           | ۰٫۰۰      | ۰                  |
| —    | مایوت                               | ۳۷۴         | ۳۷۴         | ۰           | ۰٫۰۰      | ۰                  |
| —    | نوار غزه                            | ۳۶۰         | ۳۶۰         | ۰           | ۰٫۰۰      | ۰                  |
| —    | گرنادا                              | ۳۴۴         | ۳۴۴         | ۰           | ۰٫۰۰      | ۰                  |
| —    | مالت                                | ۳۱۶         | ۳۱۶         | ۰           | ۰٫۰۰      | ۰                  |
| —    | مالدیو                              | ۳۰۰         | ۳۰۰         | ۰           | ۰٫۰۰      | ۰                  |
| —    | والیس و فوتونا                      | ۲۷۴         | ۲۷۴         | ۰           | ۰٫۰۰      | ۰                  |
| —    | جزایر کیمن                          | ۲۶۲         | ۲۶۲         | ۰           | ۰٫۰۰      | ۰                  |
| —    | سنت کیتس و نویس                     | ۲۶۱         | ۲۶۱         | ۰           | ۰٫۰۰      | ۰                  |
| —    | نیووی                               | ۲۶۰         | ۲۶۰         | ۰           | ۰٫۰۰      | ۰                  |
| —    | سنت پیر و ماژلان                    | ۲۴۲         | ۲۴۲         | ۰           | ۰٫۰۰      | ۰                  |
| —    | جزایر کوک                           | ۲۳۶٫۷       | ۲۳۶٫۷       | ۰           | ۰٫۰۰      | ۰                  |
| —    | ساموای آمریکا                       | ۱۹۹         | ۱۹۹         | ۰           | ۰٫۰۰      | ۰                  |
| —    | آروبا                               | ۱۹۳         | ۱۹۳         | ۰           | ۰٫۰۰      | ۰                  |
| —    | جزایر مارشال                        | ۱۸۱٫۳       | ۱۸۱٫۳       | ۰           | ۰٫۰۰      | ۰                  |
| —    | لیختن‌اشتاین                         | ۱۶۰         | ۱۶۰         | ۰           | ۰٫۰۰      | ۰                  |
| —    | جزایر ویرجین انگلستان               | ۱۵۳         | ۱۵۳         | ۰           | ۰٫۰۰      | ۰                  |
| —    | جزیره کریسمس                        | ۱۳۵         | ۱۳۵         | ۰           | ۰٫۰۰      | ۰                  |
| —    | جرزی                                | ۱۱۶         | ۱۱۶         | ۰           | ۰٫۰۰      | ۰                  |
| —    | آنگویلا                             | ۱۰۲         | ۱۰۲         | ۰           | ۰٫۰۰      | ۰                  |
| —    | مونتسرات                            | ۱۰۲         | ۱۰۲         | ۰           | ۰٫۰۰      | ۰                  |
| —    | گرنزی                               | ۷۸          | ۷۸          | ۰           | ۰٫۰۰      | ۰                  |
| —    | سان مارینو                          | ۶۱٫۲        | ۶۱٫۲        | ۰           | ۰٫۰۰      | ۰                  |
| —    | برمودا                              | ۵۳٫۳        | ۵۳٫۳        | ۰           | ۰٫۰۰      | ۰                  |
| —    | جزیره بووه                          | ۴۹          | ۴۹          | ۰           | ۰٫۰۰      | ۰                  |
| —    | جزایر پیت‌کرن                        | ۴۷          | ۴۷          | ۰           | ۰٫۰۰      | ۰                  |
| —    | جزیره نورفک                         | ۳۴٫۶        | ۳۴٫۶        | ۰           | ۰٫۰۰      | ۰                  |
| —    | ماکائو                              | ۲۸٫۲        | ۲۸٫۲        | ۰           | ۰٫۰۰      | ۰                  |
| —    | تووالو                              | ۲۶          | ۲۶          | ۰           | ۰٫۰۰      | ۰                  |
| —    | نائورو                              | ۲۱          | ۲۱          | ۰           | ۰٫۰۰      | ۰                  |
| —    | جزایر کوکوس                         | ۱۴          | ۱۴          | ۰           | ۰٫۰۰      | ۰                  |
| —    | توکلائو                             | ۱۰          | ۱۰          | ۰           | ۰٫۰۰      | ۰                  |
| —    | جبل طارق                            | ۶٫۵         | ۶٫۵         | ۰           | ۰٫۰۰      | ۰                  |
| —    | جزیره ویک                           | ۶٫۵         | ۶٫۵         | ۰           | ۰٫۰۰      | ۰                  |
| —    | جزیره کلیپرتون                      | ۶           | ۶           | ۰           | ۰٫۰۰      | ۰                  |
| —    | جزیره ناواسا                        | ۵٫۴         | ۵٫۴         | ۰           | ۰٫۰۰      | ۰                  |
| —    | جزیره‌های اسپارتلی                   | <۵          | <۵          | ۰           | ۰٫۰۰      | ۰                  |
| —    | جزیره‌های آشمور و کارتیر             | ۵           | ۵           | ۰           | ۰٫۰۰      | ۰                  |
| —    | جزایر دریای مرجان                   | <۳          | <۳          | ۰           | ۰٫۰۰      | ۰                  |
| —    | موناکو                              | ۱٫۹۵        | ۱٫۹۵        | ۰           | ۰٫۰۰      | ۰                  |
| —    | واتیکان                             | ۰٫۴۴        | ۰٫۴۴        | ۰           | ۰٫۰۰      | ۰                  |